# SV Alkmania
Le SV Alkmania est un club de football féminin néerlandais situé à Oude Wetering.

## Palmarès
- Championnat des Pays-Bas (1) : 1979